# NGC 3165
NGC 3165 é uma galáxia espiral (Sdm) localizada na direcção da constelação de Sextans. Possui uma declinação de +03° 22' 30" e uma ascensão recta de 10 horas, 13 minutos e 31,4 segundos.
A galáxia NGC 3165 foi descoberta em 30 de Janeiro de 1856 por William Parsons.